# Dolophones
Genre
Dolophones est un genre d'araignées aranéomorphes de la famille des Araneidae.

## Distribution
Les espèces de ce genre se rencontrent en Australie, en Nouvelle-Calédonie et en Indonésie.

## Liste des espèces
Selon World Spider Catalog (version 17.0, 08/03/2016) :
- Dolophones bituberculata Lamb, 1911
- Dolophones clypeata (L. Koch, 1871)
- Dolophones conifera (Keyserling, 1886)
- Dolophones elfordi Dunn & Dunn, 1946
- Dolophones intricata Rainbow, 1915
- Dolophones macleayi (Bradley, 1876)
- Dolophones mammeata (Keyserling, 1886)
- Dolophones maxima Hogg, 1900
- Dolophones nasalis (Butler, 1876)
- Dolophones notacantha (Quoy & Gaimarg, 1824)
- Dolophones peltata (Keyserling, 1886)
- Dolophones pilosa (Keyserling, 1886)
- Dolophones simpla (Keyserling, 1886)
- Dolophones testudinea (L. Koch, 1871)
- Dolophones thomisoides Rainbow, 1915
- Dolophones tuberculata (Keyserling, 1886)
- Dolophones turrigera (L. Koch, 1867)

## Publication originale
- Walckenaer, 1837 : Histoire naturelle des insectes. Aptères. Paris, vol. 1, p. 1-682 (texte intégral).